# 格木乡
格木乡，是中华人民共和国四川省甘孜藏族自治州理塘县下辖的一个乡镇级行政单位。

## 行政区划
格木乡下辖以下地区：
加细村、察卡村和学说村。